# Савичи (Брестская область)
Са́вичи (бел. Савічы) — деревня в Барановичском районе Брестской области Белоруссии. Входит в состав Вольновского сельсовета. Расположена в 29 км от районного центра. Население — 110 человек (2023).

## География
Деревня находится в северо-восточном углу Брестской области в 25 км к северо-востоку от центра города Барановичи. В 10 км к северо-востоку от деревни находится точка, где сходятся Минская, Гродненская и Брестская области. Местность принадлежит к бассейну Немана, по западной оконечности деревни течёт река Змейка, на которой создана сеть мелиоративных канав. В километре к югу проходит автомагистраль М1, с ней Задвея связана местной дорогой. Прочие дороги ведут в соседние деревни Вольно и Задвея. Ближайшая ж/д станция — Погорельцы (линия Барановичи — Минск).

## История
Из письменных источников известна с XVI века как селение Слонимского повета Новогрудского воеводства Великого княжества Литовского. В 1567 году Савичи упоминаются в переписи войска ВКЛ.
После второго раздела Речи Посполитой (1793) местечко вошло в состав Российской империи, принадлежало Минской губернии. В 1795 году во владении С. Солтана, в XIX веке перешло во владение Вендорфов, которые выстроили в Савичах дворянскую усадьбу, от которой до нашего времени сохранилась лишь хозпостройка.
В 1897 году — деревня Новогрудского уезда Минской губернии, здесь действовали церковно-приходская школа, хлебозапасный магазин, кузница, трактир. В начале XX века в деревне 119 дворов, 491 житель
Согласно Рижскому мирному договору (1921) деревня вошла в состав межвоенной Польши, где принадлежала Барановичскому повету Новогрудского воеводства.
С 1939 года — в составе БССР. В 1940-57 годах — в Городищенском районе Барановичской, с 1954 года Брестской области. Затем район переименован в Барановичский. С 14 апреля 1960 года по 21 июля 1986 года — центр Савичского сельсовета.
В период Великой Отечественной войны с конца июня 1941 года до начала июля 1944 года была оккупирована немецко-фашистскими захватчиками, разрушено 42 дома. На фронтах погибли 36 односельчан.

## Инфраструктура
- Фельдшерско-акушерский пункт[6].

## Население
По состоянию на 1 января 2023 года в деревне проживало 110 человек в 68 хозяйствах, в том числе 6 моложе трудоспособного возраста, 49 — в трудоспособном возрасте и 55 — старше трудоспособного возраста. 
| Численность населения (по годам) | Численность населения (по годам) | Численность населения (по годам) | Численность населения (по годам) | Численность населения (по годам) | Численность населения (по годам) | Численность населения (по годам) |
| 1897                             | 1909                             | 1921                             | 1970                             | 1999                             | 2009                             | 2019                             |
| -------------------------------- | -------------------------------- | -------------------------------- | -------------------------------- | -------------------------------- | -------------------------------- | -------------------------------- |
| 601                              | ↘491                             | ↗660                             | ↗873                             | ↘392                             | ↘227                             | ↘120                             |

## Достопримечательности
- Усадьба Вендорфов «Савичи». Де-факто место бывшей усадьбы находится в южной части соседней деревни Задвея[5]. От усадьбы сохранилась лишь хозпостройка.
- Мемориальная доска Колоше Василию Викентьевичу. На здании исполкома бывшего Савичского сельсовета. Установлена в 1983 году для увековечения памяти секретаря бывшего Голынковского сельсовета В. В. Колоши, убитого врагами Советской власти в 1948 году.
- Мемориальная доска Сташинскому Ивану Ивановичу. На здании исполкома бывшего Савичского сельсовета. Установлена в 1983 году для увековечения памяти председателя бывшего Голынковского сельсовета И. И. Сташинского, убитого врагами Советской власти 15 сентября 1948 года.
- Братская могила и памятник землякам. В сквере, напротив административного здания бывшего совхоза «Савичский». Установлен в 1973 году для увековечения памяти 2 воинов и 65 односельчан, погибших в годы Великой Отечественной войны (скульпторы И. Хомич, Г. Песецкий)[9].